# Елисеенко, Антонина Захаровна
Антонина Захаровна Елисеенко (25 февраля 1921 — 16 января 1943) — советская учительница и подпольщица, участница антифашистской организации «Молодая Гвардия».

## Биография
Родилась 25 февраля 1921 года в Краснодоне в семье рабочих. Во время учёбы в школе увлекалась историей и литературой, а также участвовала в спортивных областных и районных соревнованиях.
В 1937 году вступила в комсомол, принимая активное участие в качестве вожатой и редактора школьной стенгазеты. По окончании школы поступила в Ворошиловградский педагогический институт имени Т. Г. Шевченко на филологический факультет, но после начала Зимней войны стала посещать курсы медицинских сестёр и работала в госпитале, где ухаживала за ранеными солдатами.
Закончив первый курс в институте, она перешла на годичные педагогические курсы при областном отделе народного образования. По окончании курсов стала работать учительницей начальных классов в школе № 25 в родном Краснодоне. 
В октябре 1942 года вступила в подпольную организацию «Молодая Гвардия», в деятельности которой принимала активное участие, писала и распространяла листовки. Была связной между комсомольским и городским партийным подпольем, одним из главных руководителей которого был Н.П. Бараков. Вела подпольную деятельность в больнице вместе с Н.П. Алексеенко: добывала медикаменты для организации и выписывала фальшивые справки тем, кого должны были угнать в Германию на работу.
11 января 1943 года была арестована и отправлена в Краснодон, где была подвергнута пыткам: девушку сажали обнажённой на раскалённую плиту. 16 января вместе с другими молодогвардейцами она была расстреляна и сброшена в шурф шахты № 5. После освобождения города Красной Армией вместе с другими казнёнными она была поднята из шахты и похоронена в братской могиле героев на центральной площади города.

## Награды
- Медаль «Партизану Отечественной войны» 1-й степени (награждена посмертно)
- Орден Отечественной войны 1-й степени (награждена посмертно)